# 612년

## 연호
- 수(隋) 대업(大業) 8년
- 신라(新羅) 건복(建福) 29년

## 기년
- 수(隋) 양제(煬帝) 8년
- 신라(新羅) 진평왕(眞平王) 34년
- 고구려(高句麗) 영양왕(嬰陽王) 23년
- 백제(百濟) 무왕(武王) 13년

## 사건
- 7월(음력) - 을지문덕이 살수에서 수나라 군사 격퇴. 살수 대첩
- 임신서기석 건립(신라 진평왕)